# La Cruz (Uruguay)
La Cruz est une ville de l'Uruguay située dans le département de Florida. Sa population est de 726 habitants.

## Histoire
La ville a été fondée en 1874.

## Population
| Année | Population |
| ----- | ---------- |
| 1963  | 749        |
| 1975  | 620        |
| 1985  | 618        |
| 1996  | 702        |
| 2004  | 726        |

Référence,.